# Rova, Domžale
Rova este o localitate din comuna Domžale, Slovenia, cu o populație de 630 de locuitori.